# Vexin-sur-Epte
Vexin-sur-Epte è un comune francese di nuova costituzione. È stato creato il 1º gennaio 2016 assorbendo i 14 comuni di Berthenonville, Bus-Saint-Rémy, Cahaignes, Cantiers, Civières, Dampsmesnil, Écos, Fontenay-en-Vexin, Forêt-la-Folie, Fourges, Fours-en-Vexin, Guitry,  Panilleuse e Tourny, che ne sono divenuti comuni delegati. Come dice il nome, il territorio comunale è bagnato dalle acque del fiume Epte.